# Pyresthesis laevis
Pyresthesis laevis là một loài nhện trong họ Thomisidae.
Loài này thuộc chi Pyresthesis. Pyresthesis laevis được Eugen von Keyserling miêu tả năm 1877.